# معاهدة أوريبرو
معاهدة أوريبرو هي معاهدة سلام تم توقيعها بين روسيا وبريطانيا العظمى في 18 يوليو 1812 في مدينة أوربرو في السويد. أنهت هذه المعاهدة الحرب الإنجليزية الروسية (1807-1812) بين البلدين.
كانت الحرب بين روسيا وبريطانيا قد نشأت بسبب العلاقات المتوترة بينهما خلال الحروب النابليونية، حيث هاجم الأسطول البريطاني الدنمارك (التي كانت حليفة لروسيا منذ فترة طويلة) وذلك ردًا على انضمام روسيا إلى الحصار القاري وفقًا لمعاهدة تيلسيت. في 26 أكتوبر (7 نوفمبر) 1807 أعلنت روسيا بالمقابل الحرب على إنجلترا.
بدأت العمليات العسكرية باستيلاء البريطانيين على الفرقاطة الروسية "Speshny" و"Wilhelmina" ، ودارت أحداث المعارك في المحيط الأطلسي والبحر الأبيض المتوسط والبحر الأدرياتيكي وبحر البلطيق وبحر بارنتس. حاصر الأسطول الإنجليزي الموانئ الأجنبية حيث كانت السفن الروسية قد أستولت على السفن التجارية وداهمت المناطق الساحلية. كان الوضع في مسرح البلطيق معقدًا بالنسبة لروسيا بسبب تدهور علاقاتها مع السويد. طلب الإمبراطور الروسي ألكسندر الأول بناءً على المعاهدات المبرمة بين روسيا والسويد في عامي 1790 و 1800 من السويد إغلاق موانئها أمام الإنجليز، وبعد أن علم أن السويد شكلت تحالفاً مع بريطانيا أعلن الحرب عليها.
هُزمت السويد بعد عام من بدأ الحرب بالرغم من دعم القوات البحرية البريطانية لها، وبعد هزيمتها بفترة قصيرة وقعت السويد في سيبتمبر 1809 معاهدة سلام مع روسيا وانضمت أيضًا إلى الحصار القاري. غادرت السفن البريطانية بحر البلطيق بعد إبرام معاهدة السلام الروسية-السويدية.
في أوائل عام 1812 كان إبرام معاهدة سلام مع إنجلترا أحد الأولوبيات الرئيسية لألكسندر الأول. في شهر يونيو من نفس العام (والذي كان يوم غزو جيش نابليون لروسيا) أذن الإسكندر الأول لممثله في ستوكهولم الجنرال سوختلين بإجراء مفاوضات رسمية مع البريطانيين. بعد ثلاثة أسابيع من بدء المفاوضات في يوليو 1812 وبوساطة ولي العهد السويدي الأمير تشارلز جون تم التوقيع في مدينة أوربرو على معاهدة السلام الإنجليزية- الروسية المكونة من 5 مواد.
وفقًا لمعاهدة السلام، أُعلن عن الوفاق والصداقة بين روسيا وبريطانيا (المادة 1)؛ واستعادة العلاقات التجارية بينهما على أساس مبدأ المنفعة المتبادلة (المادة 2)؛ وتعهدت الحكومة البريطانية بتقديم المساعدة لروسيا في الحرب مع فرنسا (المادة 3). في عام 1813 وقعت روسيا وإنجلترا معاهدة أخرى التي حددت أدوارهما كأعضاء في التحالف السادس المناهض لفرنسا.